# 아이리버 클릭스
아이리버 클릭스(iRiver Clix, iriver clix)는 아이리버가 두 세대에 걸쳐 개발 및 판매한 포터블 미디어 플레이어이다. 클릭스는 원래 U10으로 알려졌으며, 2005년에 출시되었다. 이듬해에는 개정되어 본질적으로 클릭스로 리브랜딩되었다. 흔히 클릭스 2로 불리는 2세대 플레이어는 2007년에 출시되었고, 이후 클릭스+라는 작은 개정판이 나왔다. 이 플레이어들은 측면에 내장된 네 개의 버튼으로 탐색되며, 이를 D-클릭이라고 부른다.

## U10
아이리버는 2005년 6월 U10을 출시했다. 512MB 및 1GB 용량으로 출시되었다. 플레이어는 전면 대부분을 덮는 2.2인치(55mm) 18비트 (262,144색) 쿼터 비디오 그래픽스 어레이 (320x240) TFT LCD 화면을 가지고 있다. 이 화면은 D-클릭 시스템이라고 불리는 버튼들 위에 위치한다. 터치 감응식은 아니지만 터치 감응식으로 장치를 사용할 수 있게 해준다. 또한 전원, 버튼 잠금, 볼륨 조절 및 화면 방향을 즉시 변경하는 피벗 키를 위한 최소한의 버튼들이 측면에 있다.
U10은 MP3, WMA (보호된 WMA 포함), Ogg Vorbis 오디오 형식을 지원한다. 일부 이전 아이리버 플레이어와 마찬가지로 SRS WOW 3D 사운드 기술이 포함되어 있다. 또한 MPEG-4 SP 비디오 형식의 콘텐츠 (다른 형식은 포함된 소프트웨어로 변환됨), 유니코드 텍스트 형식, Flash Lite 게임 및 애니메이션도 재생한다. 내장 FM 튜너 및 레코더, 마이크, 알람 시계도 있다.
U10용으로 리모컨과 함께 선택 사양인 도킹 크래들도 판매되었다. 이 크래들에는 스테레오 스피커, 추가 라인 입력, 그리고 알람 시계처럼 사용할 수 있도록 상단에 스누즈 버튼이 있다.

## 클릭스
2006년 5월, 아이리버 클릭스가 출시되었다. U10과 물리적으로는 동일했지만, 클릭스는 성능이 향상된 사용자 인터페이스로 전면 개편되었다. 초기에는 1GB와 2GB 용량으로 제공되었으며, U10보다 저렴한 가격으로 판매되었다. 2006년 11월에는 4GB 버전이 출시되었으며, 미국에서 200달러에 판매되었다.
피벗 키는 사용자가 다양한 기능에 할당할 수 있는 사용자 지정 가능한 버튼인 "스마트 키"로 대체되었다.
아이리버는 또한 마이크로소프트 및 MTV와 협력하여 윈도우 미디어 플레이어 11 (당시 베타) 및 MTV의 Urge 온라인 음악 서비스와의 즉각적인 호환성을 제공했다. 클릭스는 PlaysForSure 인증도 받았다.

## 클릭스 2

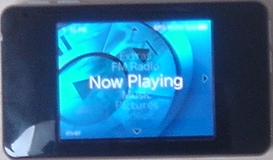
2세대 클릭스

아이리버는 2007년 국제 전자제품 박람회에서 클릭스의 작은 버전(S10), 화면 없는 버전(S7), 그리고 새로운 버전의 클릭스를 포함한 몇 가지 신제품 플레이어를 미리 선보였다. 2007년 4월, 2세대 클릭스 (스타일은 clix2)는 2GB, 4GB, 그리고 나중에 8GB 버전으로 전 세계에 출시되었다. 이 버전은 훨씬 얇으며 (16.4 밀리미터 (0.65 in) 대신 12.8 밀리미터 (0.50 in)), 화면은 이제 AMOLED (능동형 유기 발광 다이오드)로 되어 있어 LCD에 비해 무제한 시야각을 제공한다. AMOLED 디스플레이를 탑재한 세계 최초의 멀티미디어 장치였다.
또한 2세대 클릭스는 MPEG 4 비디오 지원을 초당 30프레임으로 향상시켰다. WMV도 지원한다. 자바 기반의 무료 프로그램인 iriverter는 펌웨어의 Xvid 1.1.0 코덱 비공식 지원을 사용하여 대부분의 비디오 형식을 재생 가능한 파일로 변환할 수 있다.
8GB 버전의 플레이어는 2007년 7월 11일 한국에서 출시되었고 9월에는 다른 지역에서도 출시되었다. 나중에 가장자리에 빨간색 줄무늬가 있는 Red Line 버전이 출시되었다. 초기에는 8GB로 출시되었지만 4GB 버전도 판매되었다. 2007년 7월, 클릭스 랩소디라는 버전이 미국에서 출시되었으며, DRM 기반의 구독 서비스 랩소디를 지원한다. 2세대 클릭스는 회사의 운명을 바꾸려는 시도에서 핵심 제품이었다.
이 새로운 클릭스는 인터페이스 테마, 배경 및 사용자 지정 트루타입 글꼴 지원으로 매우 사용자 정의가 가능하다. 전용 커넥터 대신 미니 USB를 통해 MTP 또는 UMS 파일 시스템에 직접 액세스할 수 있다.

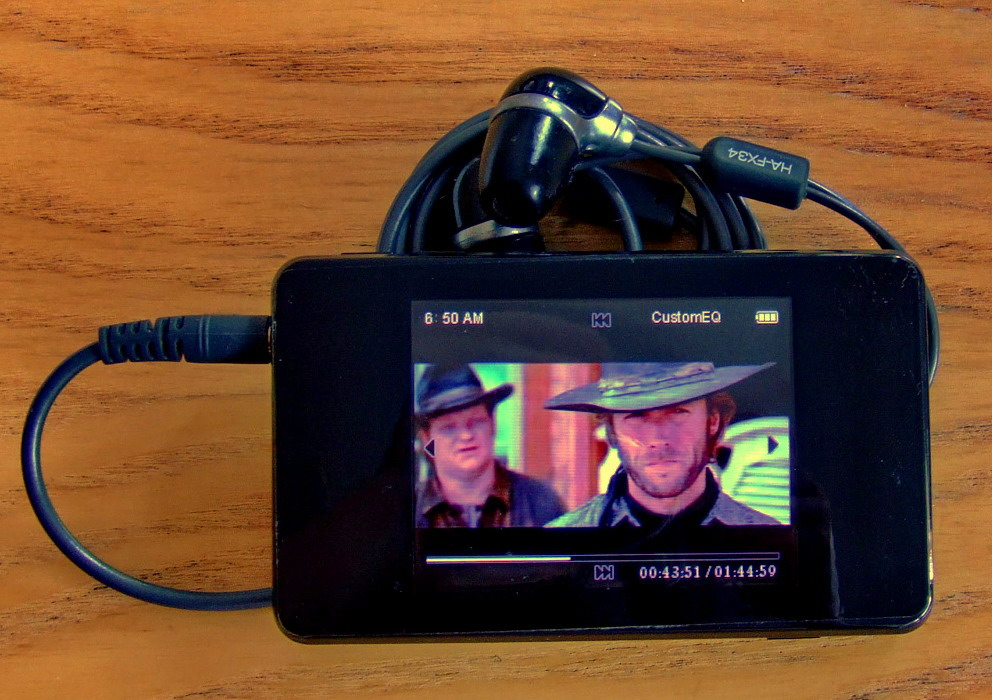
영화를 재생하는 클릭스 2의 AMOLED 화면

### 클릭스+
2세대 클릭스의 업데이트 버전이 2007년 12월 한국에서 출시되었으며, DMB 수신기가 추가되었다. 또한 2008년 국제 전자제품 박람회에서 미리 공개되었으며, 서구 시장 출시가 발표되었다.

## Lplayer
Lplayer는 본질적으로 클릭스와 U10의 작은 버전이다. 2인치 디스플레이를 가지고 있다. 2008년에 출시되었다.

## 평가
트러스티드 리뷰스는 아이리버 U10의 인터페이스를 "혁신적"이고 플레이어를 일반적으로 "기능이 풍부하다"고 평가했지만, 높은 가격과 음악을 넣기 어렵다는 점을 비판했다. CNET은 10점 만점에 8.3점을 주며 "매끄럽고 세련되었다"고 평가하고 배터리 수명을 칭찬했지만, 가격, 최대 1GB 용량, 앨범 아트 지원 부족을 비판했다.
오리지널 클릭스는 대부분의 평론가들에게 호평을 받았으며, CNET에서 8.4점을 받아 최고 점수를 받은 MP3 플레이어가 되었다. CNET은 사용자 인터페이스를 "훌륭하다"고 평가하고 그 기능을 칭찬했다. PC Mag UK는 5점 만점에 4점을 주며 디자인, 음질 및 추가 기능에 찬사를 보냈지만, 번들 비디오 변환 소프트웨어의 부족과 D-클릭이 "짜증날 수 있다"고 비판했다. AnythingButiPod.com은 이전 U10이 너무 비쌌지만, 클릭스는 개선되었으면서도 더 합리적이라고 언급했다. 경쟁 제품으로는 산사 e200과 삼성 YP-Z5를 꼽았다.
2세대 클릭스는 대부분의 평론가들에게 좋은 평가를 받았다. CNET의 편집 리뷰는 이 플레이어에게 에디터스 초이스 상을 수여하며 "독특하고 직관적인 인터페이스와 뛰어난 오디오 품질"을 칭찬했다. "나노 킬러"라고 불리며 10점 만점에 8.7점을 받아 이전 모델을 제치고 CNET에서 가장 높은 평가를 받은 MP3 플레이어가 되었다. PC Magazine은 이 플레이어가 "매우 좋은 오디오 및 사진 품질, 긴 배터리 수명, 그리고 많은 추가 기능"을 가지고 있다고 언급했다. 트러스티드 리뷰스는 5점 만점에 4.5점을 주며 "아마도 가장 바람직한 포터블 미디어 플레이어"라고 부르며 스타일, 화면 및 음질을 칭찬했다. Computerworld는 클릭스 라인이 "이상적인 미디어 플레이어"로 진화했다고 말했다.
클릭스 2의 단점으로 흔히 언급되는 것은 번들 비디오 변환 소프트웨어의 부족이었지만, 나중에 아이리버 아메리카 사이트에서 다운로드할 수 있게 되었다.

### 판매
2세대 클릭스는 2007년 2월 출시부터 2007년 12월까지 한국에서 약 18만 대가 판매되었다.